# Dynamo Stawropol
Der FK Dynamo Stawropol (russisch Футбольный клуб Динамо Ставрополь, wiss. Transliteration FK Dinamo-Stavropol) ist ein russischer Fußballverein aus der Stadt Stawropol. Der Club spielt in der 2. Liga Division B, der vierthöchsten Liga des Landes.

## Geschichte
Der Verein wurde im Jahr 1924 gegründet. In den Jahren 1980 bis 1981 und von 1985 bis 1991 spielte das Team in der zweithöchsten sowjetischen Liga, ansonsten war der Verein stets drittklassig. Nach dem Zusammenbruch der Sowjetunion wurde die Mannschaft im Jahre 1992 in die höchste russische Liga aufgenommen. Von 1995 bis 1999 nahm der Verein an der zweitklassigen 1. Division teil. Nach dem 21. Platz aus der Saison 1999 stieg die Mannschaft in die 2. Division ab. In der Saison 2005 verlor das Team den professionellen Status und spielte ein Jahr lang in der Amateurmeisterschaft. 2006 kehrte die Mannschaft in die 2. Division zurück.

## Trainer
- Sergei Nikolajewitsch Juran (2004)

## Bekannte ehemalige Spieler
| Russland - Roman Pawljutschenko (1998–2000) - Sergei Serdjukow (1998; 2000–2001; 2014–2017) - Schamil Bursijew (2008) - Beslan Gublija (2001) - Kirill Pantschenko (2008–2009) | GUS und ehemalige Sowjetunion - Qurban Qurbanov (1998) - Anatolij Bessmertnyj (2003–2004) |